# 1,2,4-三唑
1,2,4-三唑（作为配体时简称Htrz）是三唑的异构体之一，化学式 C2H3N3，有一个由两个碳原子和三个氮原子组成的五元环。1,2,4-三唑及其衍生物有多种应用。

## 结构和性质
1,2,4-三唑是一种平面型分子。它的C-N和N-N键都在132至136皮米的范围内，与芳香性一致。尽管可以设想1,2,4-三唑有两种互变异构体，但实际上只有一种存在。
1,2,4-三唑是两性的，在水溶液中可以N-质子化和去质子化。1,2,4-三唑钅翁离子 (C2N3H4+) 的 pKa为2.45，而中性1,2,4-三唑的pKa 为10.26。

## 制备和存在

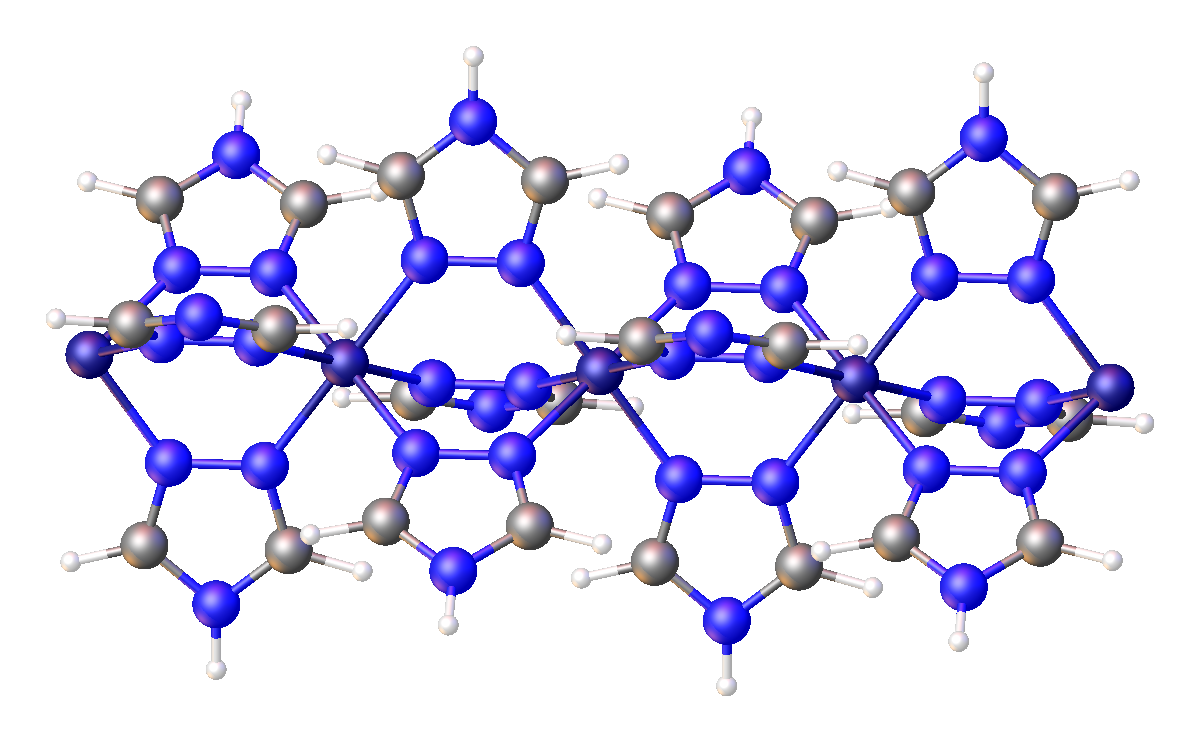
{[Fe(triazolate)(triazole)_{2}](BF_{4})}_{n}结构的一部分。

1,2,4-三唑类可以通过艾因霍恩-布伦纳反应或佩利扎里反应制备。没有取代基的1,2,4-三唑可以由硫代氨基脲被甲酸酰化，然后把产物1-甲酰基-3-硫代氨基脲环化成1,2,4-三唑-3(5)-硫醇，最后用硝酸或过氧化氢氧化，产生1,2,4-三唑。
1,2,4-三唑类化合物在多种药物中均有使用。一些值得注意的三唑类包括抗真菌药氟康唑和伊曲康唑。1,2,4-三唑阴离子在配位化学中是一种常见的桥接配体。